# Fabien Reboul
Fabien Reboul (* 9. září 1995 Toulouse) je francouzský profesionální tenista. Ve své dosavadní kariéře na okruhu ATP Tour vyhrál pět deblových turnajů. Na challengerech ATP a okruhu ITF získal tři tituly ve dvouhře a třicet devět ve čtyřhře.
Na žebříčku ATP byl ve dvouhře nejvýše klasifikován v prosinci 2018 na 328. místě a ve čtyřhře v květnu 2025 na 22. místě. Trénují ho Philippe Reboul a Kevinem Blandym.

## Tenisová kariéra
Do grandslamu poprvé zasáhl v deblu French Open 2021 se stabilním spoluhráčem Sadiem Doumbiou díky divoké kartě. Časnou porážku jim přivodili Kazachstánci a pozdější finalisté Alexandr Bublik s Andrejem Golubjevem.  

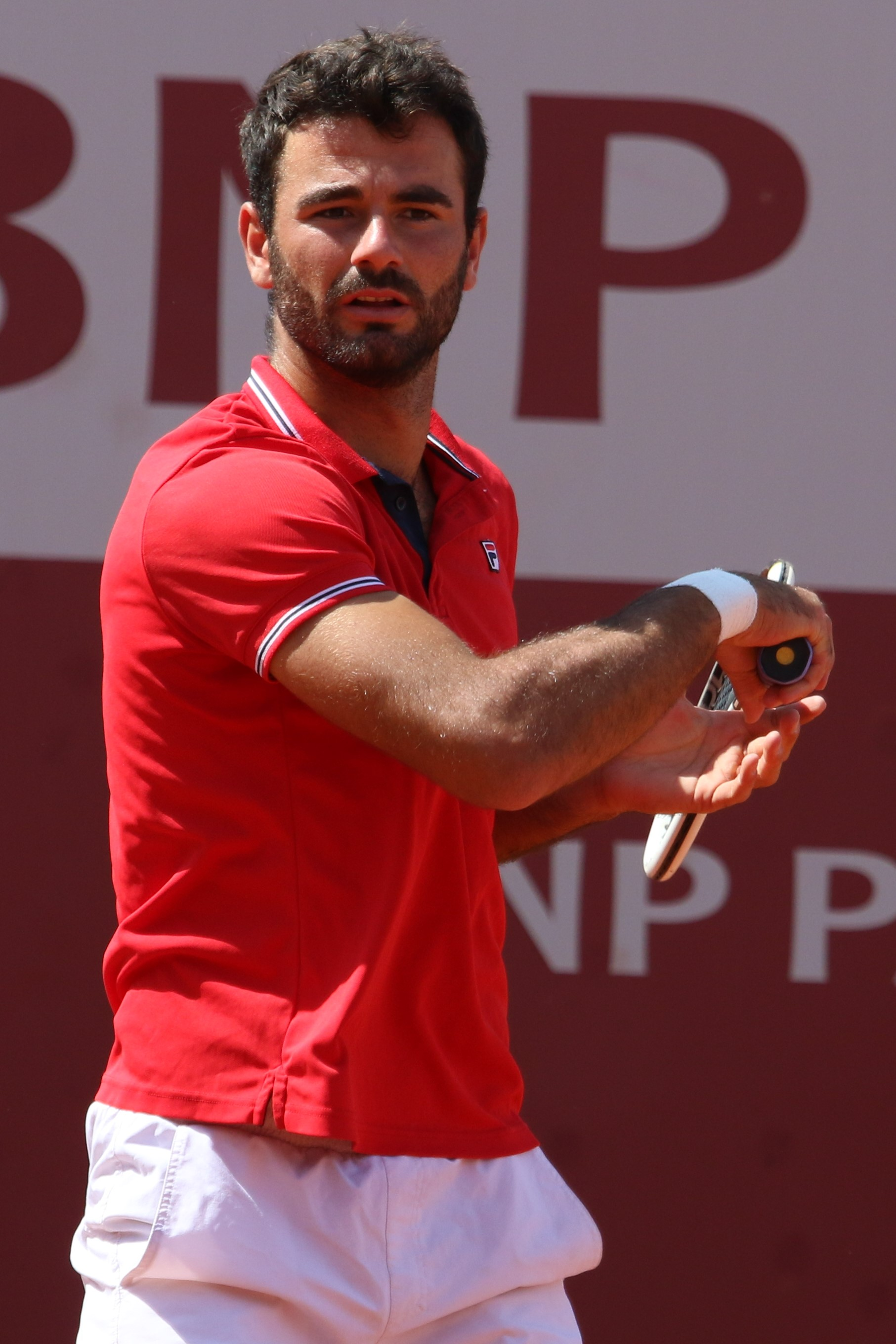
Reboul v Bordeaux (2022)

Na okruhu ATP Tour, vyjma grandslamu, debutoval červencovou čtyřhrou Hall of Fame Open 2021, na travnatém turnaji v rhodeislandském Newportu. V úvodním kole s Doumbiou podlehli portugalsko-australskému páru João Sousa a Jordan Thompson. Na třetím kariérním turnaji okruhu si poprvé zahráli čtvrtfinále i semifinále, v němž na punéském Maharashtra Open 2022 nestačili na pozdější indické vítěze Rohana Bopannu s Ramkumarem Ramanathanem. Podruhé se mezi poslední čtveřici dvojic probojovali na říjnovém Tel Aviv Watergen Open 2022, kde je opět zastavili pozdější šampioni Bopanna s Matwém Middelkoopem. Turnaje série Masters se poprvé zúčastnili na pařížském Rolex Paris Masters 2022 po udělení divoké karty. Ve druhém kole však nepřešli přes první světový pár složený z Američana Rajeeva Rama a Brita Joea Salisburyho.
První finále na túře ATP si s Doumbiou zahráli na únorovém Córdoba Open 2023. V něm však nenašli recept na druhé nasazené Argentince Máxima Gonzáleze s Andrésem Moltenim. Premiérový titul pak vybojovali na podzimním Chengdu Open 2023 v čínském Čcheng-tu. Z pozice turnajových jedniček si v závěrečném utkání poradili s portugalsko-brazilskými dvojkami Franciscem Cabralem a Rafaelem Matosem.
V semifinále Mastersu s Doumbiou debutoval na říjnovém Rolex Shanghai Masters 2023 po výhře nad druhým světovým párem Wesley Koolhof a Neal Skupski. Druhou trofej přidali na Open Sud de France 2024 v Montpellier opět v roli nejvýše nasazených. Ve finále porazili francouzsko-rakouské turnajové čtyřky Albana Olivettiho se Samem Weissbornem. Jejich celková zápasová bilance po skončení činila 48–43. Oba se 5. února 2024 posunuli na nová žebříčková maxima, Reboul na 34. místo deblové klasifikace. O týden později skončili jako poražení finalisté na antukovém Córdoba Open 2024, kde se jejich přemožiteli stali Máximo González s Andrésem Moltenim. Třetí trofej vyhráli na dubnovém Țiriac Open 2024, obnoveném antukovém turnaji v Bukurešti. V závěrečném klání zdolali finsko-britské turnajové trojky Harriho Heliövaaru s Henrm Pattenem po dvousetovém průběhu. V duelu odvrátili všechny tři brejkboly a ukončili 11zápasovou neporazitelnost soupeřů napříč okruhy.

## Finále na okruhu ATP Tour

### Čtyřhra: 11 (5–6)
| Legenda                     |
| --------------------------- |
| Grand Slam (0)              |
| Turnaj mistrů (0)           |
| ATP Tour Masters 1000 (0–1) |
| ATP Tour 500 (0–2)          |
| ATP Tour 250 (5–3)          |

| Stav      | č. | datum         | turnaj               | kategorie    | povrch | spoluhráč              | soupeři ve finále                   | výsledek               |
| --------- | -- | ------------- | -------------------- | ------------ | ------ | ---------------------- | ----------------------------------- | ---------------------- |
| Finalista | 1. | únor 2023     | Córdoba, Argentina   | ATP 250      | antuka | Sadio Doumbia          | Máximo González Andrés Molteni      | 4–6, 4–6               |
| Vítěz     | 1. | září 2023     | Čcheng-tu, Čína      | ATP 250      | tvrdý  | Sadio Doumbia          | Francisco Cabral Rafael Matos       | 4–6, 7–5, [10–7]       |
| Vítěz     | 2. | leden 2024    | Montpellier, Francie | ATP 250      | tvrdý  | Sadio Doumbia          | Albano Olivetti Sam Weissborn       | 6–7(5–7), 6–4, [10–6]  |
| Finalista | 2. | únor 2024     | Córdoba, Argentina   | ATP 250      | antuka | Sadio Doumbia          | Máximo González Andrés Molteni      | 4–6, 1–6               |
| Finalista | 3. | duben 2024    | Estoril, Portugalsko | ATP 250      | antuka | Sadio Doumbia          | Gonzalo Escobar Oleksandr Nedověsov | 5–7, 2–6               |
| Vítěz     | 3. | duben 2024    | Bukurešť, Rumunsko   | ATP 250      | antuka | Sadio Doumbia          | Harri Heliövaara Henry Patten       | 6–3, 7–5               |
| Finalista | 4. | červenec 2024 | Hamburk, Německo     | ATP 500      | antuka | Édouard Roger-Vasselin | Kevin Krawietz Tim Pütz             | 6–7(8–10), 2–6         |
| Vítěz     | 4. | září 2024     | Čcheng-tu, Čína      | ATP 250      | tvrdý  | Sadio Doumbia          | Juki Bhambri Albano Olivetti        | 6–4, 4–6, [10–4]       |
| Finalista | 5. | březen 2025   | Acapulco, Mexiko     | ATP 500      | tvrdý  | Sadio Doumbia          | Evan King Christian Harrison        | 4–6, 0–6               |
| Finalista | 6. | květen 2025   | Řím, Itálie          | Masters 1000 | antuka | Sadio Doumbia          | Marcelo Arévalo Mate Pavić          | 4–6, 7–6(8–6), [11–13] |
| Vítěz     | 5. | květen 2025   | Ženeva, Švýcarsko    | ATP 250      | antuka | Sadio Doumbia          | Ariel Behar Joran Vliegen           | 6–7(4–7), 6–4, [11–9]  |

## Tituly na challengerech ATP

### Čtyřhra (15 titulů)
| Legenda          |
| ---------------- |
| Challengery (15) |

| Č.  | datum              | turnaj                          | povrch    | spoluhráč     | poražení finalisté                         | výsledek              |
| --- | ------------------ | ------------------------------- | --------- | ------------- | ------------------------------------------ | --------------------- |
| 1.  | 14. září 2019      | Banja Luka, Bosna a Hercegovina | antuka    | Sadio Doumbia | Sergio Galdós Facundo Mena                 | 6–3, 7–6(7–4)         |
| 2.  | 22. září 2019      | Sibiu, Rumunsko                 | antuka    | Sadio Doumbia | Matej Sabanov Ivan Sabanov                 | 6–4, 3–6, [10-7]      |
| 3.  | prosinec 2020      | Campinas, Brazílie              | antuka    | Sadio Doumbia | Luis David Martinez Felipe Meligeni Alves  | 6–7(7–9), 7–5, [10–7] |
| 4.  | 24. dubna 2021     | Řím, Itálie                     | antuka    | Sadio Doumbia | Paolo Lorenzi Juan Pablo Varillas          | 7–6(7–5), 7-5         |
| 5.  | 1. května 2021     | Řím, Itálie                     | antuka    | Sadio Doumbia | Guido Andreozzi Guillermo Durán            | 7–5, 6-3              |
| 6.  | 19. června 2021    | Aix-en-Provence, Francie        | antuka    | Sadio Doumbia | Robert Galloway Alex Lawson                | 6–7(4–7), 7–5, [10–4] |
| 7.  | 21. srpna 2021     | Verona, Itálie                  | antuka    | Sadio Doumbia | Luca Margaroli Gonçalo Oliveira            | 7–5, 4–6, [10–6]      |
| 8.  | 30. října 2021     | Brest, Francie                  | tvrdý (h) | Sadio Doumbia | Salvatore Caruso Federico Gaio             | 4–6, 6–3, [10-3]      |
| 9.  | 15. ledna 2022     | Forlì, Itálie                   | tvrdý (h) | Sadio Doumbia | Nicolás Mejía Alexander Ritschard          | 6–2, 6-3              |
| 10. | 5. března 2022     | Las Palmas, Španělsko           | antuka    | Sadio Doumbia | Matteo Arnaldi Luciano Darderi             | 5–7, 6–4, [10–7]      |
| 11. | 11. června 2022    | Perugie, Itálie                 | antuka    | Sadio Doumbia | Marco Bortolotti Sergio Martos Gornés      | 6–2, 6–4              |
| 12. | 25. června 2022    | Oeiras, Portugalsko             | antuka    | Sadio Doumbia | Robert Galloway Alex Lawson                | 6–3, 3–6, [15–13]     |
| 13. | 12. listopadu 2022 | Roanne, Francie                 | tvrdý (h) | Sadio Doumbia | Dustin Brown Szymon Walków                 | 7–6(7–5), 6–4         |
| 14. | 29. ledna 2023     | Quimper, Francie                | tvrdý (h) | Sadio Doumbia | Anirudh Čandrasekar Ardžun Kadhe           | 6–2, 6–4              |
| 15. | 15. dubna 2023     | Split, Chorvatsko               | antuka    | Sadio Doumbia | Anirudh Čandrasekar Vidžaj Sundar Prašanth | 6–4, 6–4              |